# Ju Dou
Ju Dou é um filme de drama de 1990 dirigido por Zhang Yimou e Yang Fengliang e estrelado por Gong Li.

## Elenco principal
- Gong Li - Ju Dou;
- Li Baotian - Yang Tianqing;
- Li Wei - Yang Jinshan;
- Yi Zhang - Tianbai criança;
- Zheng Ji'an - Tianbai jovem.